# TuKola
tuKola es una marca de refresco gaseado de cola producida y comercializada en Cuba por la compañía Los Portales. 

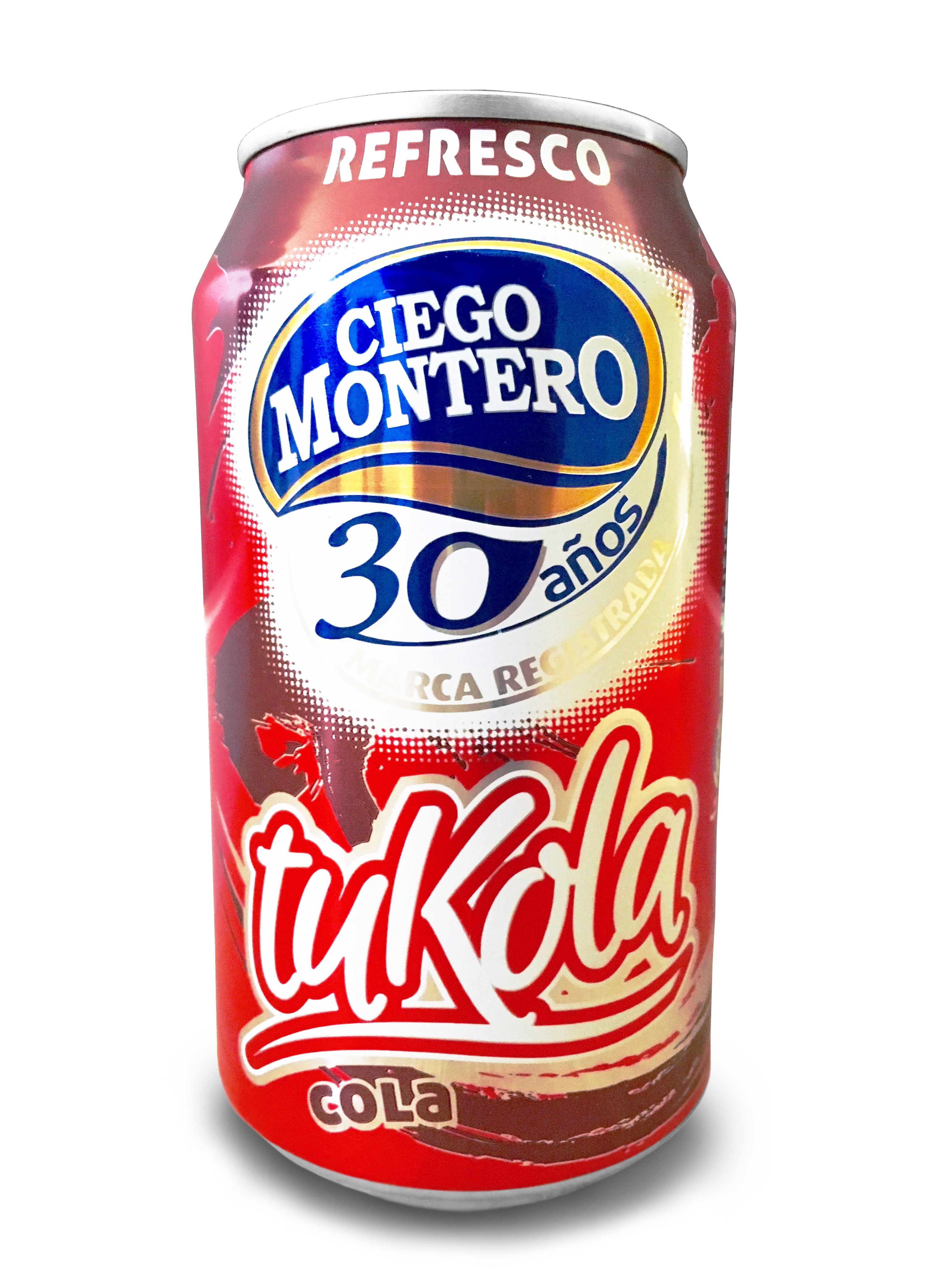
TuKola

## Ingredientes
- Agua carbonatada
- Azúcar
- Colorantes:  
  - Caramelo
- Acidulantes: 
  - Ácido ortofosfórico
  - Cafeína
- Conservantes: 
  - Benzoato de sodio

- Datos: Q285088
- Multimedia: TuKola / Q285088

Vea también Refresco de Cola